# Pagai
Pagai är en ort i Amerikanska Samoa (USA).   Den ligger i distriktet Östra distriktet, i den västra delen av landet, 10 km öster om huvudstaden Pago Pago. Pagai ligger 15 meter över havet och antalet invånare är 122.
Terrängen runt Pagai är lite kuperad. Havet är nära Pagai österut.  Närmaste större samhälle är Pago Pago, 10,5 km väster om Pagai. 